# Tämäkkäluodot
Tämäkkäluodot är en ö i Finland. Den ligger i sjön Porttipahdan tekojärvi och i kommunen Sodankylä i den ekonomiska regionen Norra Lappland och landskapet Lappland, i den norra delen av landet, 900 km norr om huvudstaden Helsingfors. Öns area är 9,9 hektar och dess största längd är 480 meter i öst-västlig riktning.